# Blåsmyckad solfågel
Blåsmyckad solfågel (Aethopyga gouldiae) är en färgstark liten asiatisk fågel i familjen solfåglar inom ordningen tättingar.

## Kännetecken

### Utseende
Blåsmyckad solfågel är en tio centimeter lång solfågel med lång stjärt, färgad i rött, lila, gult och blått. Hanen har metalliskt blålila hätta, örontäckare och strupe, karmosinröd mantel och rygg, gul övergump och buk samt blå stjärt. Honan har mycket kortare stjärt med tydliga vita kanter och genomgående olivgrön med blekgul övergump och buk. Underarten dabryii (se nedan) har scharlakansrött bröst.

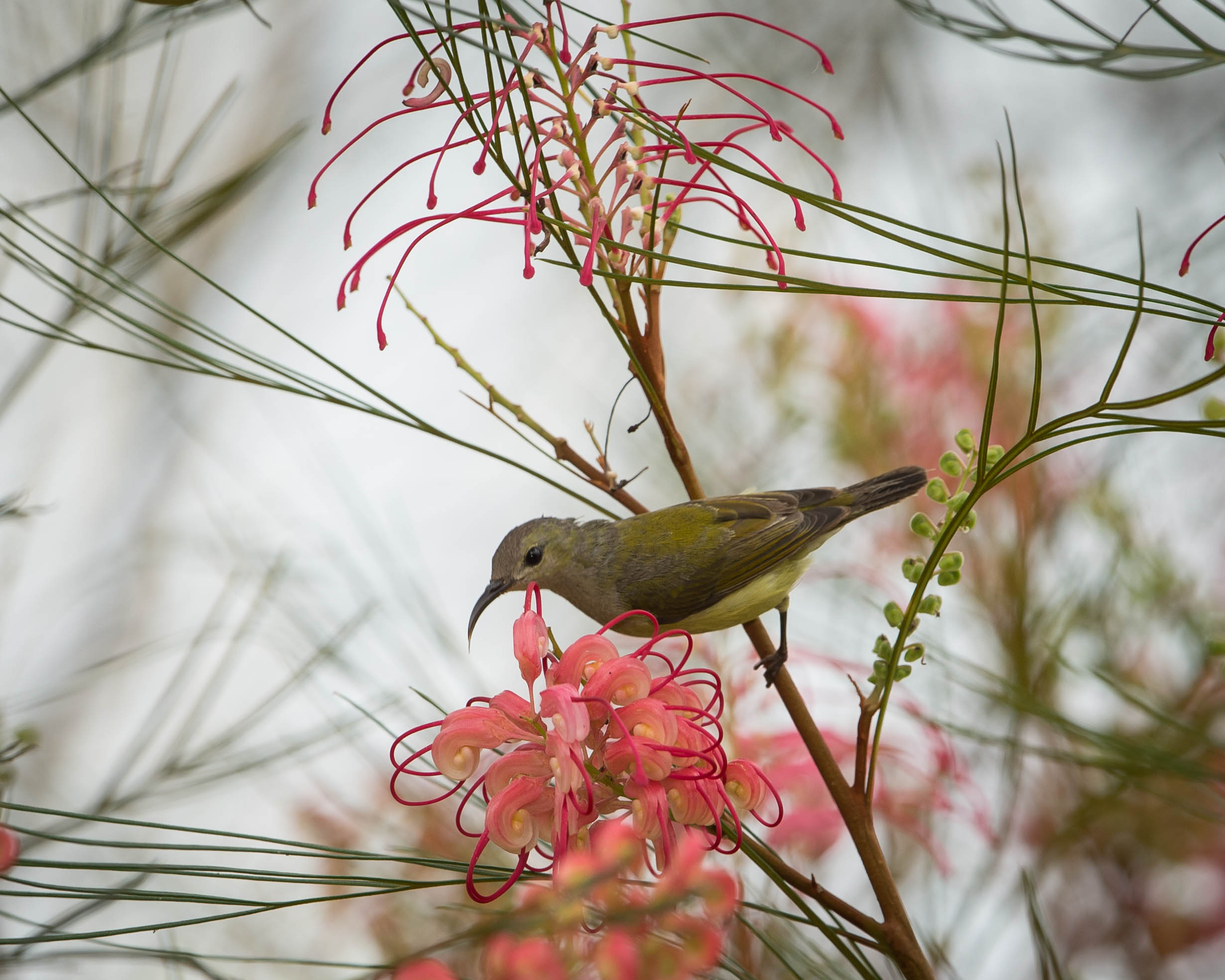
Hona.

### Läten
Bland lätena hörs läspande "squeeeee" och snabba, upprepade "tzip".

## Utbredning och systematik
Blåsmyckad solfågel delas in i fyra underarter i två grupper med följande utbredning:
- gouldiae/isolata-gruppen
  - Aethopyga gouldiae gouldiae – Himalaya (Sutlej, Arunachal Pradesh och sydöstra Tibet)
  - Aethopyga gouldiae isolata – södra Assam, Bangladesh och nordvästra Myanmar (Chin)
- Aethopyga gouldiae dabryii – västra Kina (Xinjiang till Sichuan och Yunnan) till Myanmar, norra Laos
- Aethopyga gouldiae annamensis – södra Laos (Bolavensplatån) och södra Vietnam (Langbianplatån)

## Levnadssätt
Blåsmyckad solfågel hittas i städsegröna lövskogar, skogsbryn och ungskog, i Sydostasien mellan 1000 och 2565 meters höjd. Den lever av nektar, spindlar och insekter som den födosöker efter på alla nivåer, men mest bland lägre grenar och i undervegetationen. Arten är stannfågel, men fåglar häckande på hög höjd rör sig till lägre liggande områden vintertid.

### Häckning
Fågeln häckar mellan mitten av mars och mitten av juni i Nepal, mellan april och augusti i Indien och mellan april och juni i Sydostasien. Den bygger ett päronformat som hängs från en trädgren tio meter ovan mark. Däri lägger den två till tre vita ägg med röda fläckar kring den bredare ändan.

## Status och hot
Arten har ett stort utbredningsområde, men tros minska i antal, dock inte tillräckligt kraftigt för att den ska betraktas som hotad. Internationella naturvårdsunionen IUCN listar arten som livskraftig (LC). Världspopulationen har inte uppskattats men den beskrivs som frekvent förekommande i Bhutan, inte ovanlig i Myanmar, vida spridd men ovanlig i Nepal och generellt ovanlig i Indien, även om den är lokalt vanlig i östra delen.

## Namn
Fågelns vetenskapliga artnamn hedrar Elizabeth Gould (1804-1841), konstnär och gift med engelska förläggaren och naturforskaren John Gould. Tidigare kallades den gouldsolfågel även på svenska, men tilldelades 2024 ett mer informativt namn av BirdLife Sveriges taxonomikommitté.